# Petnajsta egipčanska dinastija
Petnajsta, Šestnajsta in Sedemnajsta dinastija Starega Egipta se pogosto obravnavajo s skupnim imenom drugo vmesno obdobje. Petnajsta dinastija je vladala približno od 1650 pr. n. št. do 1550 pr. n. št.

## Vladarji
Znani so naslednji faraoni iz Petnajste dinastije:
| Ime      | Vladanje                                                                                       |
| -------- | ---------------------------------------------------------------------------------------------- |
| Salitis  |                                                                                                |
| Sakirhar | Omenjen kot zgodnji hiški vladar na prekladi vrat v Avarisu. Vrstni red vladanja ni zanesljiv. |
| Hajan    |                                                                                                |
| Apepi I. | okoli 1590 pr. n. št. - 1550 pr. n. št.                                                        |
| Hamudi   | okoli 1550 pr. n. št. - 1540 pr. n. št.                                                        |

Petnajsta dinastija je bila prva dinastija Hiksov, ki so vladali iz Avarisa in niso obvladovali celega Egipta. Priselili so se z Bližnjega vzhoda in vladali samo v severnem delu Egipta. Imena vladarjev in vrstni red vladanja niso zanesljivi. Torinski seznam kraljev omenja šest hiških kraljev. Zadnji med njimi je bil skrivnostni Hamudi. 

### Faraona z imenom Apepi
Nekateri znanstveniki trdijo, da sta v Egiptu vladala dva Apofisa, imenovana Apepi I. in Apepi II. Trditev temelji predvsem na dveh prestolnih imenih tega faraona: Avoserre in  Akenenre. Danski egiptolog Kim Ryholt je v svoji študiji Drugega vmesnega obdobja ugotovil, da se obe imeni nanašata na istega vladarja Apepija I., ki je vladal v Spodnjem Egiptu najmanj 40 let. Njegovo trditev podpira Apepijevo tretje prestolno ime Nebkhepeshre, ki ga je tudi uporabljal med svojo vladavino.  Apofis je med svojim vladanjem v različnih obdobjih očitno uporabljal različna imena.  Podobno so se obnašali tudi drugi vladarji, med njimi Mentuhotep II., slavni Ramzes  II. in Seti II., ki so imeli po dve imeni.